# Kapellenkirche (Rottweil)

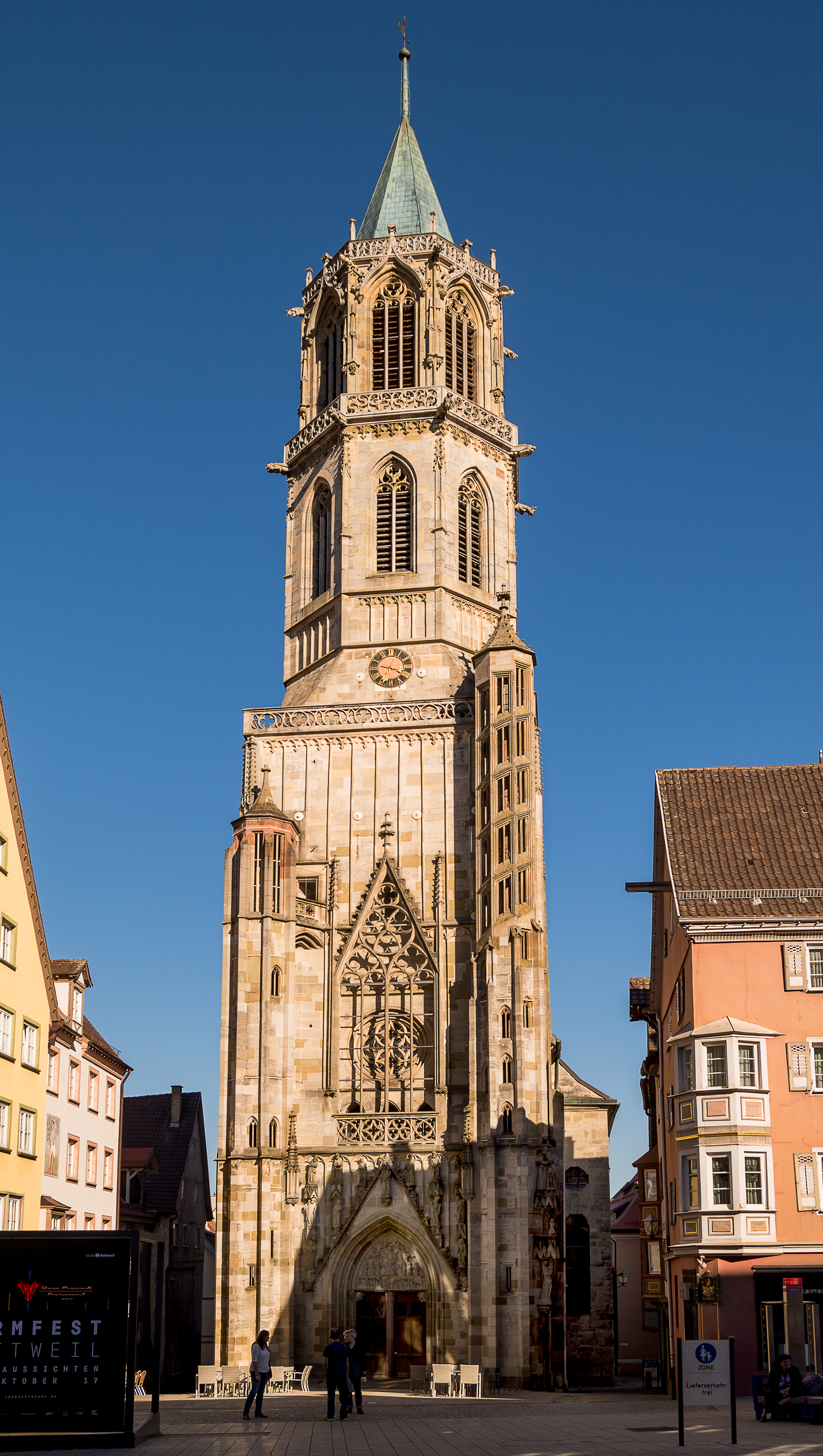
Rottweil – Kapellenturm (70,27 m)

Die gotische Kapellenkirche ist das Wahrzeichen der Stadt Rottweil. Sie liegt östlich des früheren, lang gestreckten Marktplatzes auf der Höhe des Mathildenmarktes. Erstmals im frühen 14. Jahrhundert belegt, reichen ihre Anfänge vermutlich bis in das 13. Jahrhundert zurück. Die Tradition geht von einer – auf Betreiben der Bürgerschaft errichteten – Marienkapelle aus. Ihr Turm soll auf einer später versiegten Heilquelle für Augenleidende errichtet worden sein. Der Chorneubau wurde seit 1476 geschaffen. Für die Jesuiten, die 1652 nach Rottweil kamen, um das Schulwesen der Stadt wiederzubeleben, war die Kirche stets templum nostrum (unsere Kirche). Sie haben die ihnen überantwortete Kapelle 1727 bis 1733 renoviert. Heute ist sie Nebenkirche der Münsterpfarrei Heilig Kreuz und Konviktskirche.
Ihr Turm gehört zu den wichtigsten Baudenkmälern der Spätgotik in Baden-Württemberg. Er erhielt 1983 das Prädikat Kulturdenkmal von nationaler Bedeutung. Mit drei großen und vier kleineren Tympana sowie insgesamt 27 freistehenden Figuren entstand im 14. Jahrhundert der damals größte zusammenhängende Zyklus von Steinplastiken in Schwaben.

## Baugeschichte

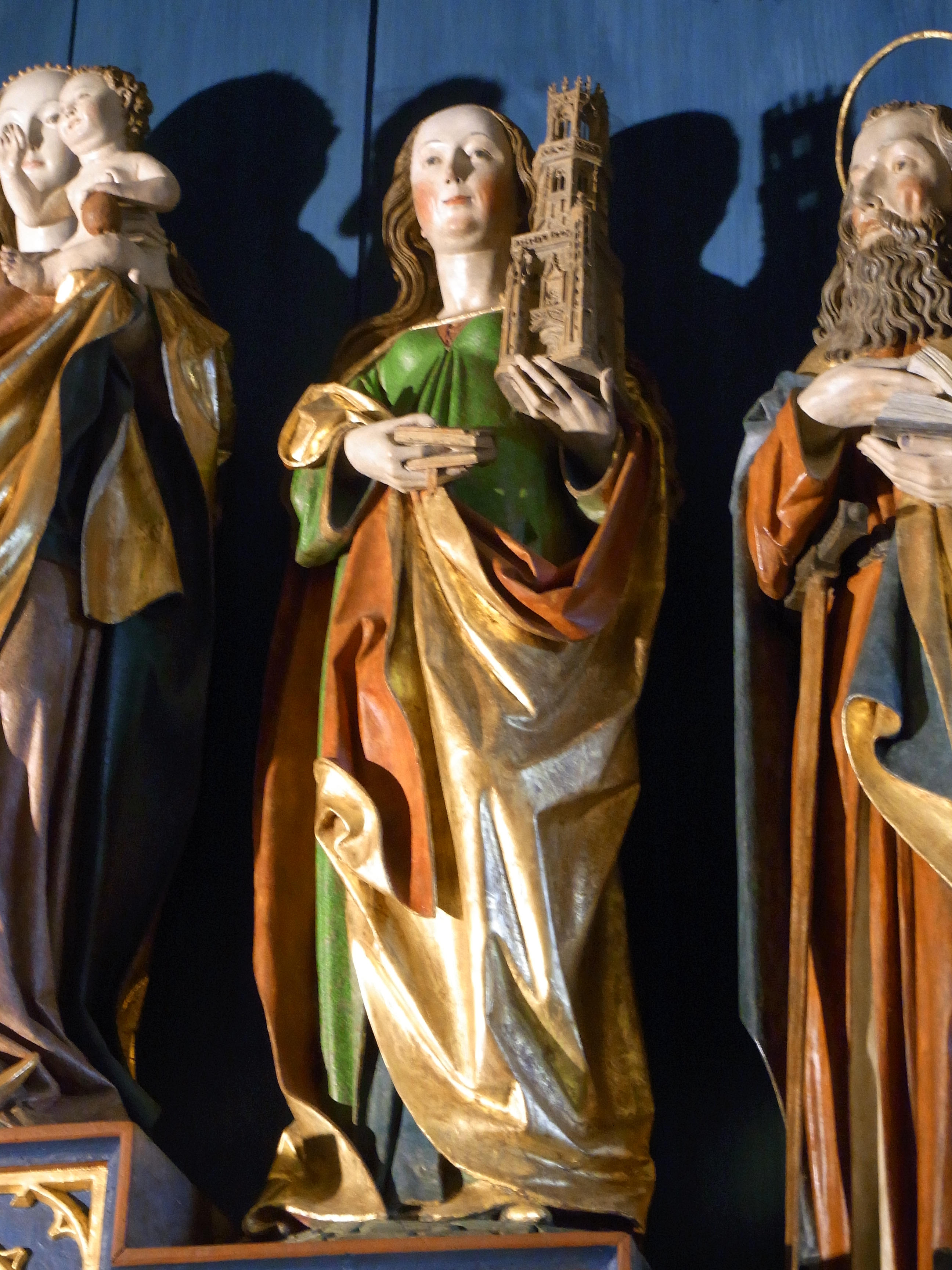
Turm der Kapellenkirche als Attribut der Heiligen Barbara, um 1500

Der 70 Meter hohe Turm wurde ab 1330 mit drei quadratischen Geschossen gebaut. Die Steinmetzzeichen der Untergeschosse weisen auf Heinrich Parler. Erst Mitte des 15. Jahrhunderts begann die Errichtung eines oktogonalen Aufsatzes.
Der Turm ist mit hochgotischem Figurenschmuck versehen, in der Kunstgeschichte sprach man lange vom Rottweiler Stil (Stähle 1974). Heute werden die Steinbildwerke vom Rottweiler Kapellenturm in einen größeren Zusammenhang gestellt und als anspruchsvollstes und zugleich letztes großes Werk einer vom Hof Ludwigs des Bayern her geprägten Stilrichtung interpretiert (Suckale 1993). Man unterscheidet bei den figürlichen Darstellungen zwischen dem Marien- oder Prophetenmeister, dem ein Großteil des Prophetenzyklus an der Südseite zugeschrieben wird und dem Christus- oder Apostelmeister, der den Apostelzyklus an der Westfassade geschaffen hat. Auch der Meister des Breisacher Stephanusbogenfeldes ist nachweisbar.
An diesen Turm wurde zunächst ein einschiffiges Langhaus mit geradem Chorabschluss angefügt. Um 1476 wurde er durch ein Zwischengeschoss und zwei achteckige Obergeschosse erweitert. Lange wurde vermutet, dass diese durch Aberlin Jörg geschaffen wurden. Eine Beteiligung von Anton Pilgram kann jedoch nicht ausgeschlossen werden, da die Figur des Steinträgers mit einem Spitzwecken in der Joppe und einem Hufeisen am Gürtel, das Rottweiler Weckenmännle, seine Züge tragen soll. Es war ursprünglich Teil des Sakramentshauses oder der Kanzel, bekam später einen Platz in der hochliegenden Öffnung der westlichen Fassadennische und ist heute in der Kunstsammlung Lorenzkapelle ausgestellt. In derselben Zeit erfolgte der Anbau eines spätgotischen Chores mit ⅝-Abschluss.
An den kleinen Pforten zu den Treppentürmchen auf der Westseite des Turmes befinden sich das Buch- und das Brautrelief. In Anlehnung an die mittelalterliche Mystik soll Junker Christus als Ritter im Kettenhemd – vor der Braut Christi, der Kirche, beide kniend, dargestellt sein. Die Tympana an Nord- und Südportal zeigen Mariä Verkündigung, die Anbetung der Heiligen Drei Könige und die Geburt Christi. Das Tympanon des Westportals zeigt eine Darstellung des Jüngsten Gerichts.
Der Turm – an der um 1500 entstandenen Holzplastik der hl. Barbara in der Alten Friedhofskirche in Nusplingen (Zollernalbkreis) als Attribut noch ohne Turmhelm zu sehen – findet sich mit spitzem Aufsatz bereits 1564 auf der Rottweiler Pürschgerichtskarte des David Rötlin. Er hatte in der ersten Hälfte des 18. Jahrhunderts durch den Aufsatz einer Zwiebelkuppel – abgebildet im großen Deckenbild des Schiffs der Rottweiler Predigerkirche – sein Erscheinungsbild erheblich verändert, erhielt dann aber in der zweiten Hälfte des 18. Jahrhunderts sein heutiges achteckiges Pyramidendach. 1713 wird zum ersten Mal ein Gängle zwischen Kolleg und Kirche genannt. Spätestens zu diesem Zeitpunkt war die Verbindung der Kapellenkirche über die Johannsergasse mit dem damaligen Kollegiengebäude und heutigem Bischöflichen Konvikt geschaffen, sichtbarer Ausdruck der Anbindung an den Schulbereich, zu dem auch das 1717–1722 erbaute Alte Gymnasium gehörte. Die zum Teil stark verwitterten Sandsteinplastiken der Turmfassaden wurden durch Kopien ersetzt, die erhaltenen Originale sind heute in der Kunstsammlung Lorenzkapelle in Rottweil ausgestellt.

## Ausstattung
Die Pietà – ursprünglich in einem der acht bis 1408 entstandenen Altäre – wurde früh in die Turmkapelle umgesetzt und bereits um 1430 als Gnadenbild betrachtet. Dort hängt auch das um 1350 geschaffene übergroße Kruzifix. Die Freskengemälde im Gewölbe und an den Wänden stellen die Leidensgeschichte dar.
Nach dem Einsturz des Chorgewölbes wurde der Innenraum unter Joseph Guldimann 1727 bis 1733 barock ausgestaltet, das Langhaus zwischen Turm und Chor wurde neu aufgeführt, als dreischiffige Halle, mit sehr schmalen Seitenschiffen. Joseph Fiertmair, ein kollegialer Schüler Thomas Schefflers, und damit der Asam-Schule angehörig, hinterließ hier sein Lebenswerk, das Marienlob der Rottweiler Kapellenkirche. Hauptthema ist die Verherrlichung Mariens, der Patronin der Kirche. Das Hauptbild an der Chordecke stellt Maria Immakulata dar. An der Langhausdecke finden sich in drei Hauptbildern Mariä Vermählung, Verkündigung und die Darstellung im Tempel, in den Zwickeln sind die vier Evangelisten dargestellt. Den Zwischenraum zwischen den Deckenbildern füllen zwölf meist weibliche allegorische Figuren, die auf Maria bezogene Tugenden versinnbildlichen: Hingabe an Gott1, Macht, Gerechtigkeit2, Starkmut3, Klugheit4, Glaube5, Hoffnung6, Reinheit7, Sanftmut8, Liebe9, Weltentsagung10 und Selbstbeherrschung11. In den Seitenschiffen sind kleinere Deckengemälde mit Ordensheiligen als Marienverehrer dargestellt. In der Decke des Musikchores stellt ein Fresko die Anbetung des Lammes durch die 24 Ältesten nach der Geheimen Offenbarung dar. Im Chor der Kirche sind an den Hochwänden über den Oratorienfenstern rechteckige Wandbilder mit Szenen aus dem Marienleben abgebildet. Auch die drei Altarbilder für die großen Altäre wurden von Fiertmair geschaffen. An den Seitenaltären sind zum einen der Ordensstifter Ignatius, bezeichnet mit dem Namen des Künstlers und der Jahreszahl 1731 und zum anderen der Heilige Xaver abgebildet. Das monumentale Mittelwerk des Hochaltars zeigt die aus dem Mariengrab zum Himmel schwebende Maria.
Zur Weihnachtszeit ist in der Kapellenkirche bis Lichtmess (2. Febr.) die älteste Brettkrippe des schwäbischen Raums von Joseph Fiertmair zu sehen. Fiertmair war Schüler des Malers und Architekten Cosmas Damian Asam. Ihre Entstehungszeit wird im Zeitraum zwischen 1733 und 1737 vermutet. Die Kulissenkrippe wird auf dem rechten Seitenaltar in zwei wechselnden Anbetungsszenen der Hirten und Könige aufgebaut. Die Krippe, ein typisches Werk barocker Illusionsmalerei, gilt als eine der stimmungsvollsten und vollendetsten schwäbischen Krippenschöpfungen.
Während der Renovierungsarbeiten um 1983 wurde im Abbruchschutt der profanen Bebauung in der Südostecke der ersten Kapellenkirche eine Sandsteinplatte mit den Abbildungen von Christus und dem Evangelisten Johannes (wohl um 1300) gefunden.
Im Turm hängt ein Bronzegeläute aus vier Glocken mit Schlagtonfolge a1 c2 d2 e2, von denen zwei historisch sehr wertvoll sind.
____________________
1 weibl. Attribut Sonnenblume 2 weibl. Attribut Waage und Schwert 3 weibl. Attribut Säule und Keule 4 weibl. Attribut Schlange und Spiegel 5 weibl. Attribut Kelch und dreifaches Kreuz 6 weibl. Attribut Anker, Falke und Ölzweig 7 weibl. Attribut Lilie 8 weibl. Attribut Lamm 9 weibl. Attribut brennendes Herz auf Brust 10 männl. Attribut Knochen und Sack mit Ketten und Perlen, der mit Fuß weggestoßen wird 11 männl. Attribut Zügel in der Hand und kopflose Figur

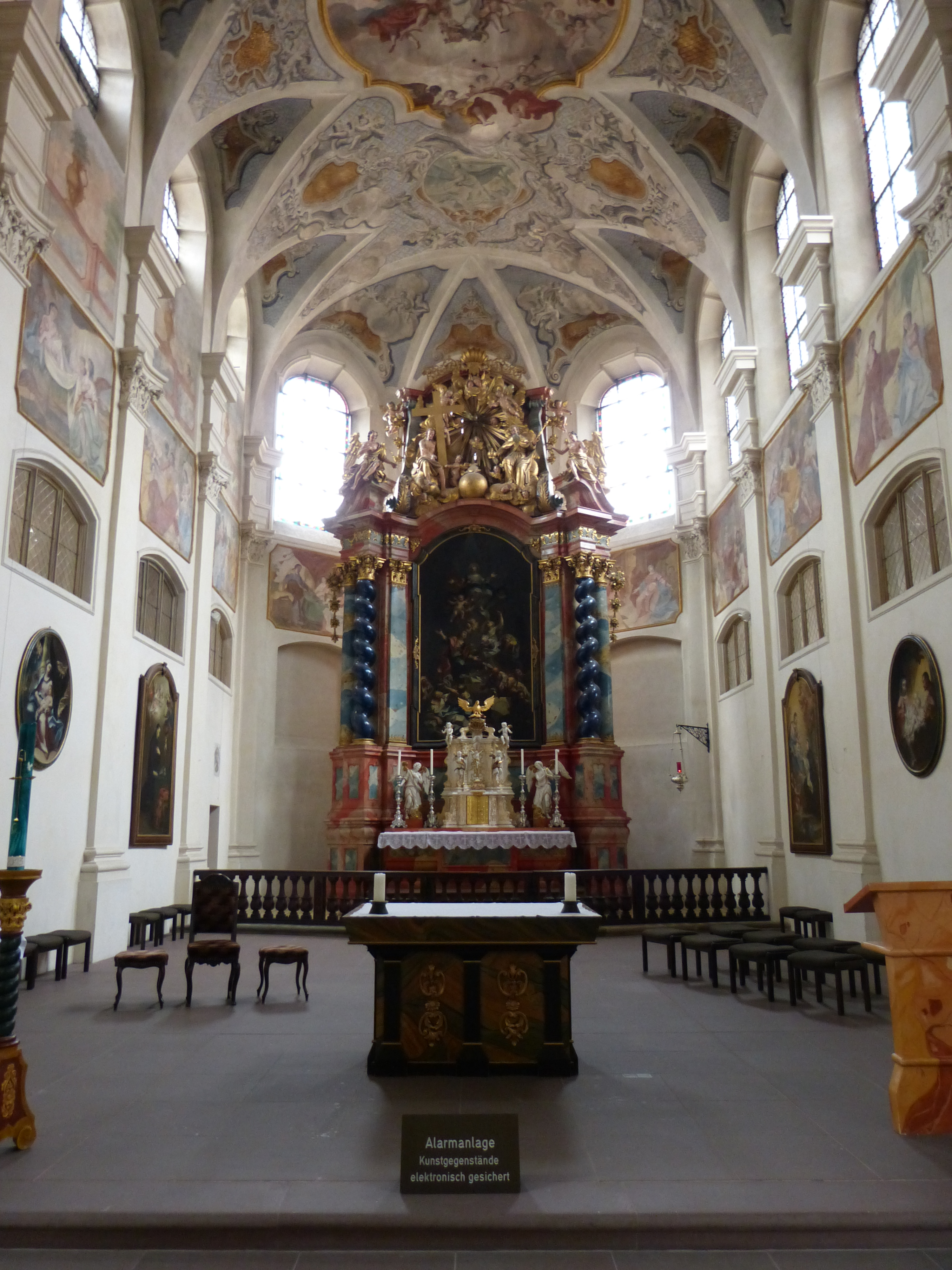
Hochaltar
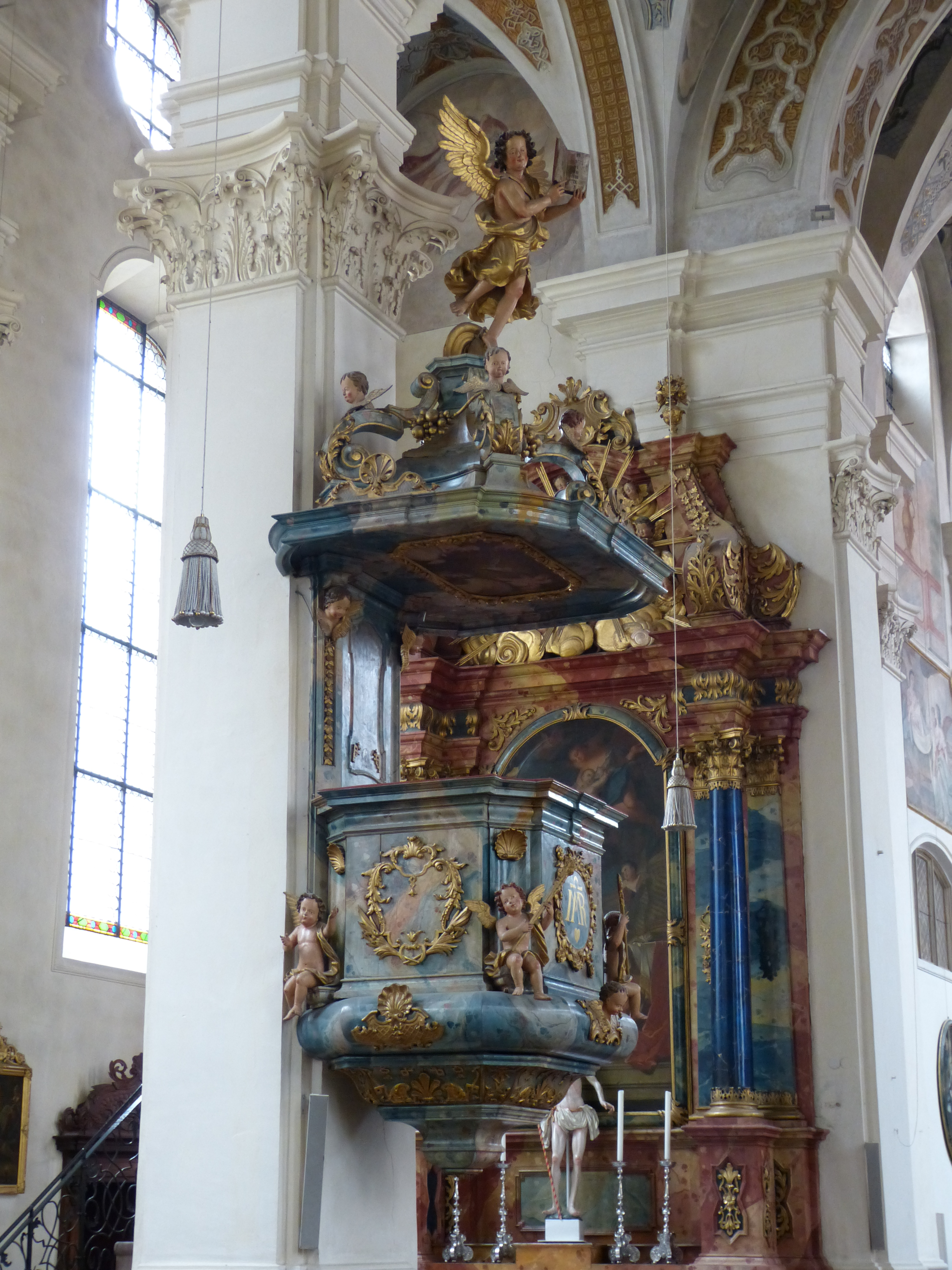
Kanzel
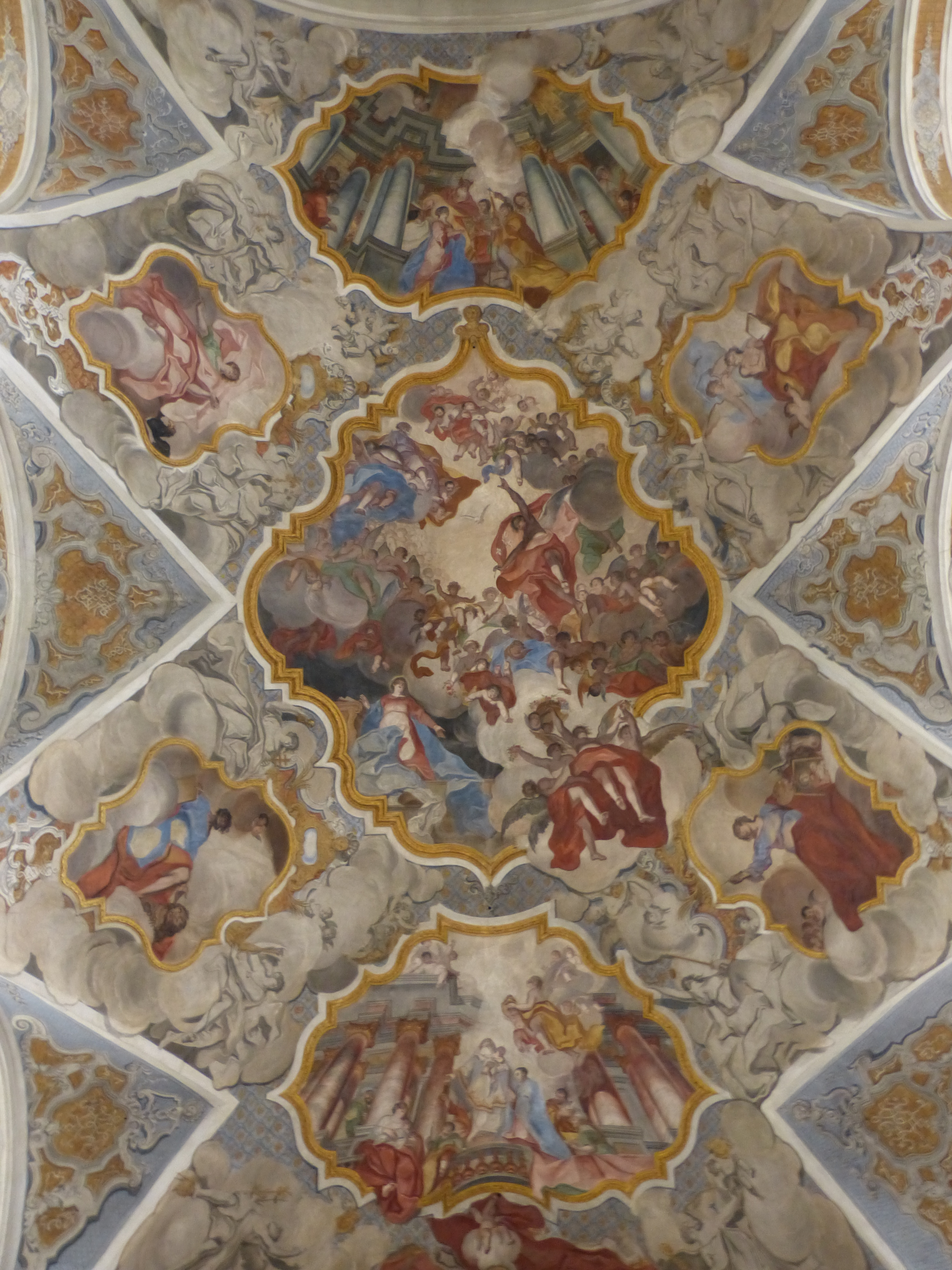
Deckenfresko

## Orgel

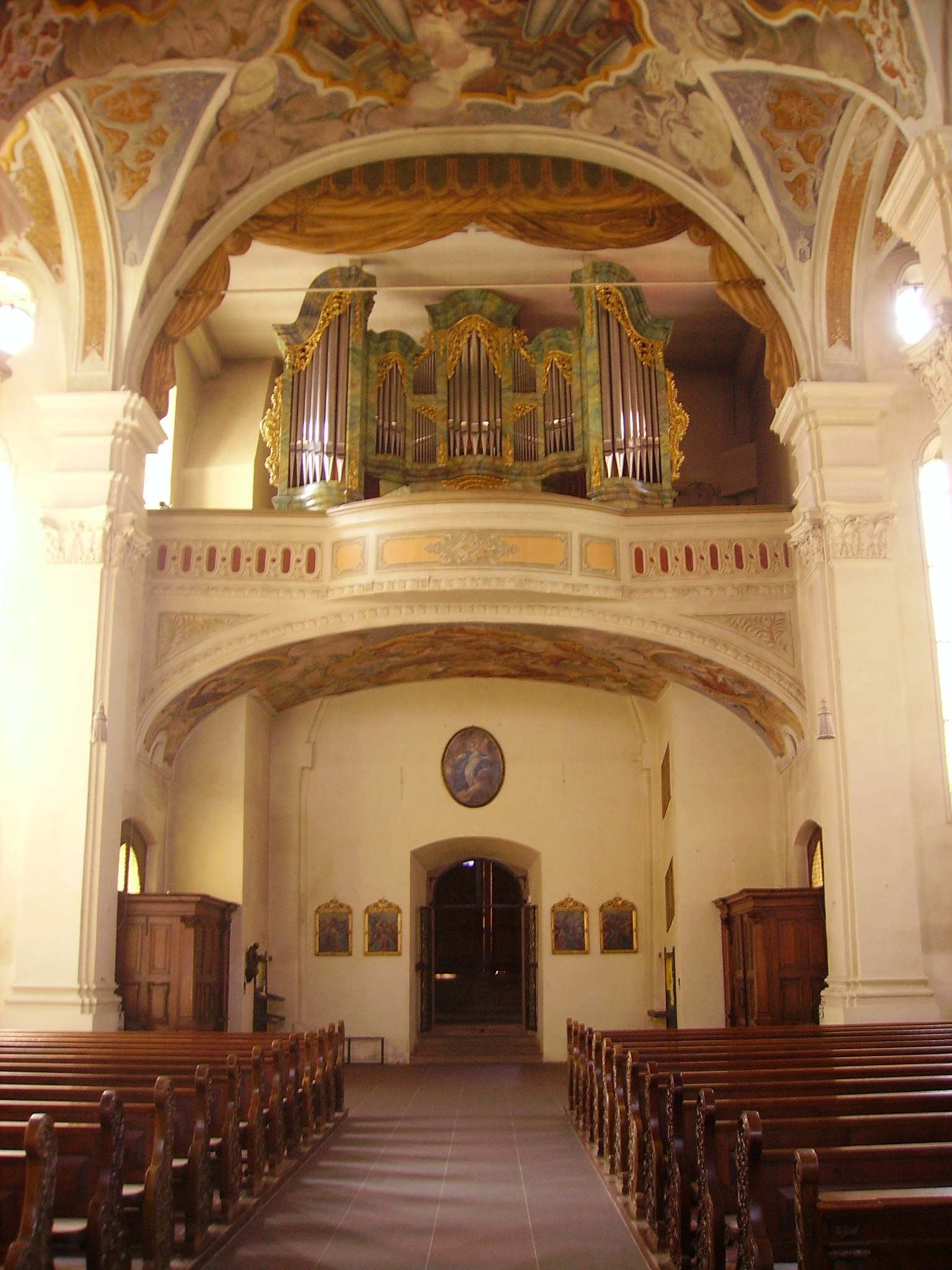
Orgelansicht vom Kirchenschiff

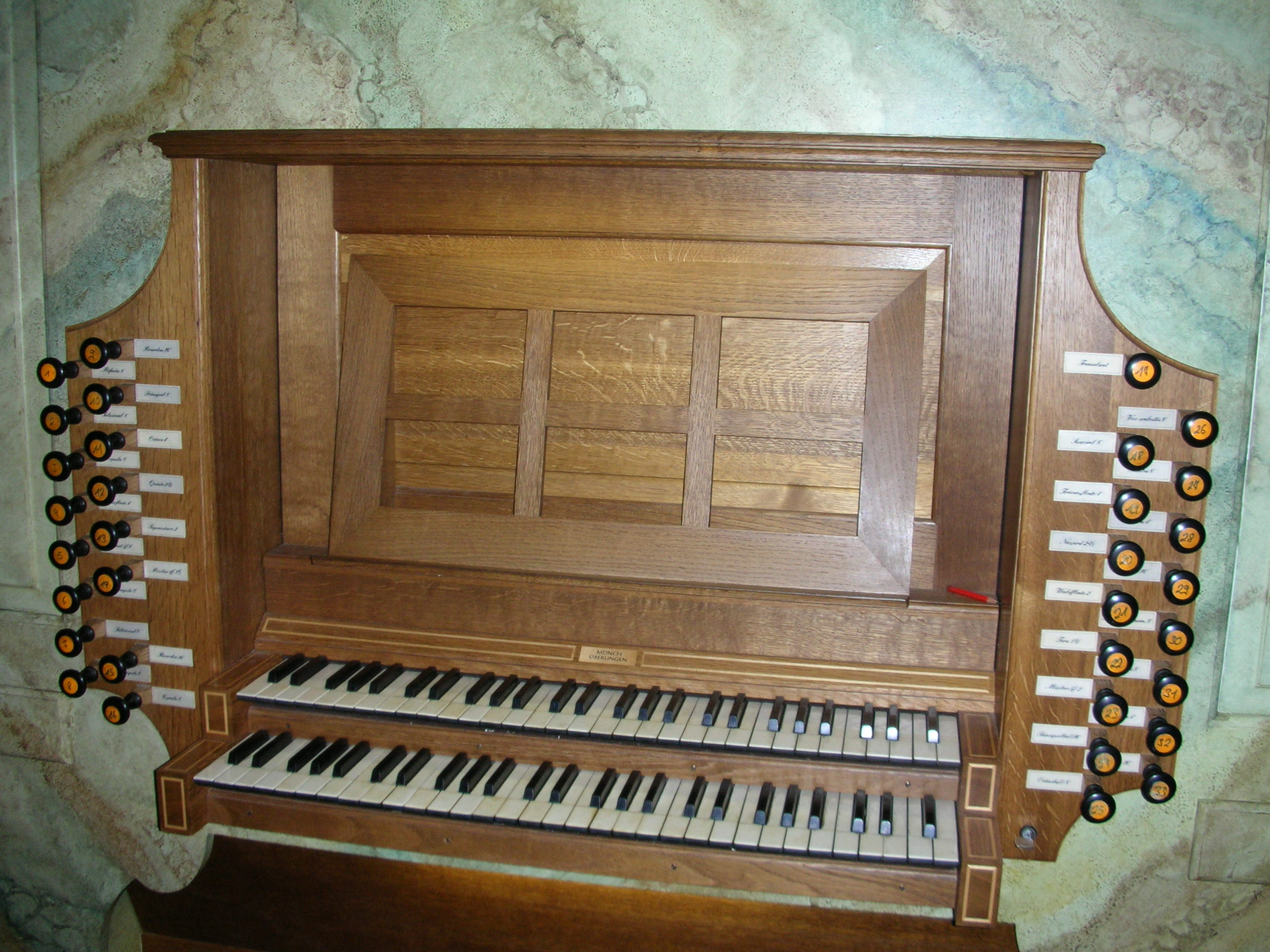
Spieltisch der Orgel

Die Orgel der Kapellenkirche wurde im Jahr 1990 von der Firma Mönch in Überlingen erbaut und ersetzte ein Vorgängerinstrument der Firma Walcker, das ursprünglich aus dem Jahr 1892 stammte. Das Gehäuse wurde in Anpassung an die Kirchenarchitektur neu geschaffen. Das Instrument besitzt 28 Register bei Schleifladen mit rein mechanischer Spiel- und Registertraktur. Vier Register des Hauptwerks sind auch als Transmissionen im Pedal spielbar. Die Disposition entwarf KMD Guntram Burger (Seitingen-Oberflacht).
| I Hauptwerk C–g3 |             |       |
| 1.               | Bourdon     | 16′   |
| 2.               | Principal   | 8′    |
| 3.               | Bifaria     | 8′    |
| 4.               | Copula      | 8′    |
| 5.               | Salicional  | 8′    |
| 6.               | Oktave      | 4′    |
| 7.               | Rohrflöte   | 4’    |
| 8.               | Quinte      | 2 ⁄3′ |
| 9.               | Superoctave | 2’    |
| 10.              | Mixtur IV   | 1 ⁄3′ |
| 11.              | Cornet V    | 8′    |
| 12.              | Trompete    | 8′    |

| II Schwellwerk C–g3 |                     |        |
| 13.                 | Suavial             | 8′     |
| 14.                 | Gamba               | 8′     |
| 15.                 | Vox coelestis       | 8′     |
| 16.                 | Fugara              | 4′     |
| 17.                 | Traversflöte        | 4′     |
| 18.                 | Nazard              | 2 ⁄3′  |
| 19.                 | Waldflöte           | 2′     |
| 20.                 | Terz                | 1 3⁄5′ |
| 21.                 | Mixtur V            | 2′     |
|                     | Sifflet (VA Nr. 21) | 1′     |
| 22.                 | Basson              | 16′    |
| 23.                 | Trompette harm.     | 8′     |
| 24.                 | Oboe                | 8′     |
|                     | Tremulant           |        |

| Pedalwerk C–f1 |                       |     |
| 25.            | Subbass               | 16′ |
|                | Bourdon (TM Nr. 1)    | 16′ |
| 26.            | Octavbass             | 8′  |
|                | Copula (TM Nr. 4)     | 8′  |
|                | Salicional (TM Nr. 5) | 8′  |
| 27.            | Tenoroctave           | 4′  |
| 28.            | Bombarde              | 16′ |
|                | Trompete (TM Nr. 12)  | 8′  |

- Koppeln: II/I, I/P, II/P